# Euphoria (비디오 게임)
《euphoria》(유포리아)는 2011년 6월 24일에 CLOCKUP에서 개발한 18금 PC 게임이다. 2014년 4월 25일에는 HD 리마스터판이 발매되었다. 또한 2013년 4월 23일부터 DMM.com의 스마트폰용 온라인 게임 사이트에서도 배포되고 있었지만, 2015년 5월 18일에 종료했다.
성인 애니메이션화도 되어, 2011년 12월 22일에 마인에서 발매되어, 시리즈화되었다.

## 줄거리
타카토 케이스케는 깨어나자 여섯 명의 여성들과 함께 하얀 밀실에 갇혀 있다는 것을 깨달았다. 어디선가 들린 목소리는 "게임을 시작한다"고 말하고, 케이스케를 '개정자'로, 여성 중 한 명을 '열쇠 구멍'으로 지정하고 지시에 따라 열쇠를 열도록 명령했다. 케이스케가 반항하자 그 목소리는 미야코가 기구에 연결되어 고문을 받는 모습을 보여줬다. 그것은 케이스케를 화나게 하는 동시에 그에게 숨겨진 파괴 충동과 능욕에 대한 욕망을 자극했다. 그것을 간파한 네무는 케이스케의 입술을 억지로 빼앗아 복종시켰다. 따라서 케이스케는 그녀들을 범하기로 결정했다.

## 등장인물
타카토 케이스케(高遠 恵輔)
성우 - 니이자와 마코토(OVA), 쿠로이 네코(어린 시절, OVA)
주인공. 2학년.
마나카 네무(帆刈 叶)
성우 - 아오조라 라무네
신장 168cm B85/W58/H84(D컵)
2학년. 학교에서는 혼자 있는 것이 많고 동급생과의 교류는 부족하다. 게임이 시작되면 에스케의 욕망을 자극하는 것처럼 농락해 간다.
호카리 카에데
성우 - 히마리
신장 153㎝ B91/W60/H86(E컵)
2학년으로, 케이스케의 소꿉친구로 동급생. 어린 표정과는 대조적으로 큰 가슴이다.
뱌쿠야 린네(白夜 凛音)
성우 - 미즈구치 마츠리
신장 160㎝ B79/W/56/H78(C컵)
2학년으로 꼼꼼한 풍기위원. 단독 행동을 좋아한다고 생각되기 쉽지만 자원 봉사 활동에는 적극적으로 참여하고 있다.
마키바 리카(蒔羽 梨香)
성우 - 코노하
신장 149㎝ B71/W57/H79(A컵)
1학년으로, 케이스케의 후배.
아오이 나츠키(葵 菜月)
성우 - 미소노오 메이
신장 171㎝ B105/W65/H90(I컵)
영어 교사로 3학년을 담당하고 있다. 부드러운 성격으로 미인이기 때문에 학생들의 인기는 높다.
안도 미야코
성우 - 아즈마 카린
신장 158㎝ B85/W62/H83(C컵)
2학년으로, 에스케의 클래스의 위원장. 성실한 성격 때문에 '수수께끼의 목소리'에 반항해 서두에서 게임 참가 자격을 잃고 고문에 걸리는 형태로 게임에서 벗어났다.

## 관련 상품

### 소설
- 《euphoria ~another room~》 파라다임 푸치파라 문고 2011년 10월 28일 발매 ISBN 978-4-89490-697-6

### 성인 애니메이션
마인이 제작·판매했다. 이 중 《~지하의 전율 게임, 지상의 스카톨로 지옥, 비웃는 흑막은…… 소꿉친구!? 편~》은 원작의 트루엔드를 바탕으로 하고 있다. 또한, 《목표인 낙원은 신성한 의식 끝에. 구세주의 어머니는…… 뱌쿠야 린네!? 편》은 뱌쿠야 린네의 루트를 바탕으로 하고 있지만 원작의 루트와는 다른 결말을 맞이한다.
- 『euphoria 〜真中合歓 地獄始動編〜』(마인 2011년 12월 22일 발매)
- 『euphoria 〜帆刈叶 楽園終焉編〜』(마인 2012년 3월 30일 발매)
- 『euphoria 〜白夜凛音 輪廻転生編〜』(마인 2014년 6월 27일 발매)
- 『euphoria 〜「蒔羽梨香」「葵 菜月」 蘇る地獄絵図編〜』(마인 2015년 2월 27일 발매)
- 『euphoria 〜地下の戦慄ゲーム、地上のスカトロ地獄。笑う黒幕は……幼なじみ!? 編〜』(마인 2015년 11월 27일 발매)
- 『euphoria 〜目指す楽園は神聖なる儀式の先に。救世主の母は……白夜凛音!? 編〜』(마인 2016년 2월 26일 발매)

## 반향
본작은 중고품이 고가로 거래될 정도의 인기를 얻었다.

### 성인 애니메이션 버전에 대한 비평
오타폴의 아나리스트네코는 성인 애니메이션판에 대해, '스토리는 원작을 기본으로 하고 있지만, 수수께끼 풀이나 복선은 소출 정도인 데다가, 장면 전개가 당돌하고 캐릭터의 심리 묘사도 최저한이기 때문에, 성인 애니메이션판만 보고 내용을 이해하는 것은 무리다. 다만, 이야기를 이해하지 못하더라도 사디스틱한 플레이를 선호하는 분이라면 처음부터 끝까지 즐길 수 있으며, 원작의 팬들은 원작과 다른 결말을 즐길 목적으로 감상하는 것도 좋다'고 평가했다.